# Consistório Ordinário Público de 1924
Pio nomeou um par de cardeais arcebispos americanos em 24 de março de 1924. Isso levou os membros do Colégio dos Cardeais a um total de 66, 33 italianos e 33 não italianos: sete franceses, sete alemães, quatro americanos, quatro espanhóis dois ingleses, dois poloneses e um de belga, húngaro, irlandês, português, brasileiro, holandês e canadense.

## Cardeais Eleitores
| Nº                 | País               | Nome                     | Idade              | Cargo                    | Título ou Diaconia                        |
| Cardeais eleitores | Cardeais eleitores | Cardeais eleitores       | Cardeais eleitores | Cardeais eleitores       | Cardeais eleitores                        |
| ------------------ | ------------------ | ------------------------ | ------------------ | ------------------------ | ----------------------------------------- |
| 1                  | Estados Unidos     | George William Mundelein | 51                 | Arcebispo de Chicago     | Cardeal-presbítero de Santa Maria do Povo |
| 2                  | Estados Unidos     | Patrick Joseph Hayes     | 56                 | Arcebispo de Nova Iorque | Cardeal-presbítero de Santa Maria em Via  |

## Link Externo
- «Catholic Hierarchy» (em inglês)